# Clepsis sarthana
Clepsis sarthana es una especie de polilla del género Clepsis, categorizada en la tribu Archipini, de la subfamilia Tortricinae.

## Distribución
Se distribuye por Asia Central.

## Taxonomía
Fue descrita por Ragonoten  1894 y publicada en (Tortrix), Annls Soc. ent. Fr. 63: 180.